# ズージャ語
ズージャ語（ズージャご）、ズージャー語（ズージャーご）とは、太平洋戦争終結後の昭和中期、米軍（進駐軍、駐留軍）キャンプやキャバレーなどを営業で回るジャズバンドのバンドマンの間で用いられていた隠語を指す。

## 発生
ジャズという語をひっくり返して発音した「ズージャ」、「ズージャー」が典型例なので、この名称がついた。この場合クラシック音楽でない音楽（軽音楽、ポピュラー音楽）は厳密にはジャズではなくても「ズージャ」と言ったようである。
隠語を作る時に倒語（逆さ言葉）にするのは日本語で昔からある手法であり、「ドヤ街」（宿街）、「ダフ屋」（札屋）、「ちくる」（口る）、「ドサ回り」（里回り＝濁音にしてよりイメージを悪くしている）などがよく知られる。ジャズ界では人名も逆さにすることが多く、「森田（一義）」が「タモリ」となるのは同じ原理である。
現金払い（即金払い）でギャラをもらうことを「取っ払い」というが、このとき金額的な生々しさを避けるために、たとえば25万円を「デージューゲー万円」と言った。音名に当てはめたもので、C, D, E, F, G, A, Hが順番に数字の1から7までを意味した。ツェー、デー、ゲーというようにドイツ語読みしたのは、当時の音楽家は音名をドイツ語で呼んでいたからである。Cが1になるのは、この音がハ長調の第1音（主音）であるため。なお8は「オクターブ」（略して「ターブ」）、9は「ナイン」または「ナインス」と言った。
このような調に関して発生した言葉として、「C調」（しーちょう。こちらのCは英語読み）がある。この場合の「C調」は、「調子いい」とハ長調（C調）をかけて、軽く調子のいい事を吹聴する人物を指したものである。ジャズ界出身のクレイジー・キャッツが流行らせ、「無責任一代男」には「人生で大事な事はタイミングにC調に無責任」という歌詞が出てくる。また、サザンオールスターズの楽曲に「C調言葉に御用心」がある。
これ以外の言葉では、「ヤノピー」（ピアノ）などの逆さ言葉が広まり、「トーシロ」（素人 = 一般人）に悟られないようにするために重宝された。「ワーカー ノ レーナガ ニ ズンタッタ」と言うのがあるが、これの原型は「川の流れに佇んだ」である。

## ズージャ語の衰退
1980年代末から1990年代初頭にとんねるずやブラザーコーン、中山秀征などがテレビ番組などで、銀座を「ザギン」、六本木を「ギロッポン」、姉ちゃんを「チャンネェ」、寿司を「シースー」等とする単語を盛んに使ったため、一般人の間でも若者を中心に使われるようになり、隠語の意味合いが無くなってしまい、一般化した単語などを除いて、現在では芸能界でもあまり使われることはない。
バブル時代とは直接関係はないが、彼らがこれらの言葉を発していた時期がバブル時代と重なることから、番組などでは「バブル時代の業界用語」と言われることが良くある。